# Pilcomayo (rijeka)
Pilcomayo (španj. Río Pilcomayo; Pilaya) je rijeka u Južnoj Americi, najduža zapadna pritoka rijeke Paragvaj, duga oko 2500 km, a protječe kroz države Boliviju, Paragvaj i Argentinu.
Rijeka izvire u Kordiljerima između bolivijskih departmana Potosí i Oruro, istočno od jezera Poopó, od kuda teče jugoistočno kroz Argentinu i Paragvaj sve do grada Asuncióna gdje se ulijeva u rijeku Paragvaj. U porječju rijeke živi otprilike 1,5 milijuna ljudi.   